# 峰岡村
峰岡村（みねおかむら）は、かつて新潟県西蒲原郡にあった村。1955年1月1日の合併によって消滅し、現在は新潟市西蒲区の一部となっている。
以下の記述は合併直前当時の旧峰岡村に関しての記述であり、現在では名称等が異なる場合がある。なお、ここに記述されていない内容に関しては新潟市などの記事を参照。

## 沿革
- 1901年（明治34年）11月1日 - 西蒲原郡竹野町村、仁箇村、福木岡村、稲島村が合併し、峰岡村が発足。
- 1955年（昭和30年）1月1日 - 西蒲原郡巻町、浦浜村、松野尾村、角田村、漆山村と合併し、巻町を新設して消滅。